# Suite varié
Suite varié is een compositie van Bo Linde. 
Het in 1959 geschreven werk kent alternatieve titels als Bacardisviten (Bacardisuite) en Svit för liten orkester (Suite voor klein orkest). Linde gaf het uiteindelijk een Franse titel mee. Linde bevond zich in Spanje toen hij het werk schreef. Hij kreeg een toelage van zijn muziekuitgeverij Gehrmans en een prijsje van de gemeente Stockholm. In Spanje, flink in de gaten gehouden door het regime van Francisco Franco, werkte Linde ook aan Tien naïeve liederen en Fantasie voor orgel. De suite is een samenraapsel van stijlen (lite brokigt), aldus de componist, hetgeen ook uit de titels van de deeltjes blijkt:
1. Prelude – semplice
2. Hambo – Allegro robusto
3. Pastoral – Andantino
4. Choral – Adagio
5. Finale – Allegro, ben ritmico

De eerste uitvoering vond plaats op 20 maart 1960 met de voorloper van het Gävle symfoniorkester onder leiding van Gunnar Staern. Het werd door datzelfde orkest onder leiding van Stig Rybrant een aantal jaren later vastgelegd voor elpee. In 1982 volgde nog een opnamen onder de bekendere dirigent Gören W. Nilson. In 2002 was het de beurt aan Petter Sundkvist met hetzelfde orkest.    
Orkestratie:
- 2 dwarsfluiten, 2 hobo’s, 2 klarinetten, 2 fagotten
- 2 hoorns, 1 trompet
- pauken, 1 man/vrouw percussie
- violen, altviolen, celli, contrabassen